# Lacul Cetățele
Lacul Cetățele sau Tăul Căianului, de la Căianu Mic, jud.Bistrița-Năsăud.

## Caracterizare
Lac de alunecare, cu faună și floră specifică.

## Localizare și acces
Lacul "Cetățele" se află la sud de localitatea Căianu Mare, jud.Bistrița-Năsăud, pe dealul Cetățele. Pe drumul național 17 DN17 se ajunge în comuna Uriu, jud.Bistrița-Năsăud, iar de aici, de la kilometrul 15+700, se desprinde drumul județean 171 Uriu-Târgu Lăpuș, asfaltat până la Spermezeu, care ne duce până în localitatea Căianu Mic. De aici trecem valea Ilișua și ajungem în localitatea Căianu Mare, de unde urcăm dealul Cetățele și ajungem la lac. Se poate ajunge aici și plecând din localitatea Ilișua, prima localitate situată pe valea Ilișua, amonte de Uriu. din Ilișua trecem podul de beton peste valea Ilișua pe drumul care duce la preventoriul Ilișua, ocolim preventoriul și ajungem la ultimele case ale localițății. Urcăm pe pantele sudice ale dealului Cetățele și când ajungem în vârf, vedem lacul. 
Aici găsiți coordonatele lacului: 47°12'48.5"N 24°08'39.8"E

## Obiectul ocrotirii
Lacul s-a format în spatele unui mare val de alunecare pornit din vârful Cetățele. Regiunea este alcătuită din sedimente badeniene și sarmațiene, predominant argilo-marnoase, care au determinat apariția unor alunecări de mare amploare. Subsăparea versantului stâng al văii Ilișua și litologia sedimentelor (prima determinată de a doua) care-l constituie, în condițiile unui climat umed, au generat aceste alunecări deplasive și asecvente, mari. Depresiunea în care se află Lacul Cetățele (sau Lacul Căianului), are aspectul unei gropi uriașe, încadrată de versanții abrupți și înalți ai locului de desprindere și ai corpului de alunecare (cca 40 m față de oglinda lacului).

## Morfologie
Lacul are o fomă ovală - alungită pe direcția nord-vest - sud-est; o lungime de 227 m, lățime de 64 m și o adâncime maximă de 4,85 m. Suprafața lui este de 8.787 mp., dar datorită adâncimii medii relativ mici (2,12 m) volumul de apă este scăzut. Este alimentat cu apă din precipitații și izvoare de fund, iar bilanțul apei este constant datorită prezenței unor izvoare submerse formate în urma intersectării nivelului freatic în timpul alunecării, impermeabilității rocilor ce încadrează cuveta respectiv echilibrului dintre precipitații și evaporație. Adâncimea și suprafața sa a scăzut și scade continuu datorită depunerii aluviunilor aduse de precipitații de pe versanți.